# Cnephalocotes simpliciceps
Cnephalocotes simpliciceps là một loài nhện trong họ Linyphiidae.
Loài này thuộc chi Cnephalocotes. Cnephalocotes simpliciceps được Eugène Simon miêu tả năm 1900.